# Piotr Badmajew
Piotr Badmajew, ps. „Wicher” (ur. 19 lutego 1929 w Warszawie) – działacz niepodległościowy.

## Życiorys

### Rodzina
Ojciec Piotra Badmajewa, Włodzimierz, był znanym lekarzem, współpracował z wysokimi politykami II Rzeczypospolitej. Matka pracowała jako sekretarka przy tłumaczeniach. Miał starszego przyrodniego brata Ryszarda, który został zaaresztowany przez gestapo w 1942 r. za przechowywanie angielskiego oficera, który uciekł z oflagu. Brat zmarł w latach sześćdziesiątych w Kanadzie. Miał także młodsze rodzeństwo, bliźnięta Jerzego i Marię. Jerzy został zabity przez Niemców podczas wojny, a Maria zmarła z w 2008 r.

### Dzieciństwo i młodość
Piotr Badmajew przed wojną do szkoły im. Rodziny Wojskowej przy al. Szucha był dobrym uczniem, osiągał sukcesy sportowe. Po wybuchu wojny kontynuował naukę w tajnych kompletach u Lorentza, ukończył tam gimnazjum i zrobił małą maturę miesiąc przed wybuchem powstania.
W 1943 r. otarł się o aresztowanie w czasie łapanki, ocaliła go religia.
W 1941 r. trafił do harcerstwa. Po aresztowaniu brata wypisał się z harcerstwa i wstąpił do Legii Akademickiej na jego miejsce. Złożył przysięgę u „Starży” między Nowym Światem a Chmielną. Plutonowym był Tadeusz Malinowski pseudonim „Skarbek”. Brał udział w szkoleniach oraz akcjach przenoszenia broni. Zbiórki miały miejsce raz w tygodniu na Marszałkowskiej 84, właścicielką kawalerki była łączniczka Zosia Wojciechowska, narzeczona Jerzego Wiśniewskiego, pseudonim „Prus”. Musztrę odbywali przy głośno grającym gramofonie. Dozorca budynku był wtajemniczony w akcję i tam zostawiali czasem broń.

### Powstanie warszawskie
Pierwszy alarm odbył się już 28 lipca. Piotr Badmajew wstąpił przypadkowo do kawalerki, w której mieli zbiórki, zastał tam kaprala „Skarbka”, który ogłosił alarm z rozkazem stawienia się do dwudziestej pierwszej w punkcie zbiornym na Bielanach. Kolejny alarm ogłoszono 30 lipca, wtedy Piotr Badmajew ostatni raz w życiu był w swoim mieszkaniu. Powstanie oficjalnie zaczęło się pierwszego sierpnia 1944 r. o siedemnastej.
Pluton, w którym walczył Badmajew, liczył 40 osób, mieli do dyspozycji dziesięć sztuk karabinów, kilka było uszkodzonych. Było bardzo mało amunicji. Broń strzelca to zazwyczaj dwa zaczepne granaty polskiej produkcji. Piotr Badmajew walczył w okolicy Centralnego Instytutu Fizycznego i ul. Kiwerskiej. Dzięki wymianie udało mu się zdobyć karabin. W nocy, wraz z walczącym w okolicy pułkiem, zaczął się wycofywać w kierunku Kampinosu, operacja się nie udała. Badmajew prowadził zwiady, brał udział w regularnych polsko-niemieckich wymianach ognia na Bielanach. Czwartego dnia powstania jego oddział ponownie wyruszył w stronę Kampinosu, dotarli do Sierakowa, gdzie przeszedł reorganizację, Badmajew dbał o wyżywienie. Siódmego sierpnia oddział ten został włączony do zgrupowania majora „Żubra” pod Izabelinem. Zgrupowanie krążyło między podwarszawskimi miejscowościami, odbierając zrzuty z alianckich samolotów. Piętnastego sierpnia oddział Badmajewa wrócił do Warszawy, tam weszli w skład broniących Dworca Gdańskiego. Badmajew walczył też na Żoliborzu. Czternastego września jego oddział zajął tzw. Olejarnię. Następnie obsadzili ul. Gdańską, którą opuścili trzydziestego września. Ostatecznie oddział został rozbity przez Niemców na placu Wilsona. Po złożeniu broni dostali się do niewoli. Najpierw przebywali w Pruszkowie, następnego dnia przetransportowano ich wagonami bydlęcymi do Altengrabowa pod Magdeburgiem. Przydzielono go tam do pracy w cukrowni. W 1944 r. został odesłany do Mosburga. Pod nazwiskiem Mioduski przebywał w obozie w Pittingu.

### Życie po powstaniu
Piotr Badmajew wrócił do Polski po wyzwoleniu przez wojska amerykańskie obozu w Pittnigu pod koniec 1945 r. Studiował medycynę na Uniwersytecie Łódzkim. Ukończył studia w 1952 r. i dostał wezwanie do wojska, ale ze względu na przeszłość związaną z AK został odrzucony. Pracował w szpitalu w Garwolinie-Sulbinach. Później zrobił specjalizację chirurgii ogólnej II stopnia. W latach 1962–1964 pracował w szpitalu w Kanadzie. Emigrował do Szwajcarii, później do USA, a następnie do Bostonu. Obecnie mieszka w Stanach Zjednoczonych na Long Island. W 2024 został odznaczony Krzyżem Kawalerskim Orderu Odrodzenia Polski.